# Ali Ben Brahim
Ali Ben Brahim, né le 4 octobre 1926 à Tunis et mort le 24 août 2017 à Paris 14e, est un footballeur tunisien.
Attaquant du Club africain en 1947-1948 et avant-centre redoutable, il est l'un des premiers footballeurs tunisiens à devenir médecin.

## Carrière
- 1941-1949 : Club africain (Tunisie)

## Palmarès
- Championnat de Tunisie : 1947, 1948

## Sélections
- 4 matchs internationaux[2]